# Hamblen County
Hamblen County är ett administrativt område i delstaten Tennessee, USA, med 62 544 invånare. Den administrativa huvudorten (county seat) är Morristown. 

## Geografi
Enligt United States Census Bureau har countyt en total area på 455 km². 418 km² av den arean är land och 38 km² är vatten.  

### Angränsande countyn
- Hawkins County – nordost
- Greene County – öst
- Cocke County – sydost
- Jefferson County – sydväst
- Grainger County – väst